# 룩킹 포 에릭
룩킹 포 에릭(Looking For Eric)은 스페인에서 제작된 켄 로치 감독의 2009년 코미디, 드라마, 판타지 영화이다. 스티브 이벳츠 등이 주연으로 출연하였고 레베카 오브라이언 등이 제작에 참여하였다.

## 출연

### 주연
- 스티브 이벳츠
- 에릭 칸토나
- 스테파니 비솝
- 제라드 컨스

### 조연
- 콜 윌리암스
- 매튜 맥널티
- 맥스 비슬리
- 줄리 브라운
- 존 헨쇼
- 저스틴 무어하우스
- 라이언 포프

## 제작진
- Line PD: 팀 콜
- 미술: 퍼거스 클레그
- 배역: 카린 크로포드